# 宇山翠
宇山 翠（うやま みどり、筆名・内村幹子、1923年12月9日-2014年12月5日）は、日本の小説家。
福岡県小倉市（現北九州市小倉南区）生まれ。小倉高等女学校（現福岡県立小倉西高等学校）卒業。大学職員、市役所職員などとして働く傍ら、「製鉄文化」「九州作家」などの同人誌にて活動。1979年「冬の蛾」で第10回九州芸術祭文学賞地区優秀作。1985年「いちじく」で第9回神戸女流文学賞受賞。1986年「今様ごよみ」で第10回歴史文学賞受賞。1994年北九州市民文化賞受賞。北九州市森鷗外記念館理事。

## 著書
- 『もうひとつの小倉 人と風土の記録』小倉郷土会 1982
- 『いちじく』沖積舎 1988
- 『富子繚乱』内村幹子 講談社 1993
- 『時宗立つ』内村幹子 新人物往来社 2001
- 『左遷鴎外』内村幹子 新人物往来社 2002
- 『武蔵彷徨』内村幹子 新人物往来社 2003
- 『海は哀し』内村幹子 新人物往来社 2005（後鳥羽院）
- 『炎いくたび』内村幹子 新人物往来社 2008（高台院）

## 注
1. ↑  『文藝年鑑』2008年
2. ↑  「文藝家協会ニュース」2015年1月